# Peter Ilsted
Peter Vilhelm Ilsted (ur. 14 lutego 1861 w Sakskøbing, zm. 16 kwietnia? 1933 w Kopenhadze) – duński malarz specjalizujący się w przedstawieniach wnętrz, grafik pracujący w technice mezzotinty.

## Życiorys
Urodził się 14 lutego 1861 roku w Sakskøbing. W latach 1878–1883 studiował na Duńskiej Akademii Sztuk. Był płodnym artystą. Na początku kariery specjalizował się w malarstwie rodzajowym i portretach. W 1891 roku jego siostra wyszła za mąż za malarza Vilhelma Hammershøi, którego twórczość wywarła głęboki wpływ na Ilsteda. Ilsted, Hammershøi i ich wspólny przyjaciel, malarz Carl Holsøe, stworzyli razem ważną grupę twórczą w sztuce duńskiej swojego okresu, zwaną często kopenhaską szkołą wnętrz.
Ilsted zaczął tworzyć charakterystyczne dla dzieł szwagra przedstawienia skromnych wnętrz utrzymanych w monochromatycznej palecie barw. Tak jak u Hammershøia i u XVII-wiecznych niderlandzkich mistrzów, kompozycję często dopełnia samotna postać kobieca zwrócona plecami do widza, której obecność wzmacnia nastrój oraz dodaje wymiar psychologiczny. W porównaniu do prac szwagra, twórczość Ilsteda jest bardziej konwencjonalna, z nieco żywszymi barwami, a jego wnętrza mniej surowe, przedstawiające raczej wyidealizowane przestrzenie domowe.
Na polu malarstwa Ilstedowi nie udało się wyjść z cienia twórczości Hammershøia, za to wykazał się znaczną innowacją w grafice. Pierwsze sztychy wykonał w latach 80. XIX w.. Na początku XX w. zaczął eksperymentować z mezzotintą. Jego kolorowe grafiki wykonane w tej technice, żmudną metodą à la poupée, zdobyły dużą popularność za życia artysty. Twórczość Ilsteda była nie tylko popularna w kraju, ale i prezentowana także za granicą, na przykład trzykrotnie w Salonie Paryskim (1889, 1890, 1900), w Chicago (1893), Budapeszcie (1906–1907), Monachium (1909, 1913) czy Berlinie (1910–1911).
Ilsted zmarł w 1933 roku w Kopenhadze, prawdopodobnie 16 kwietnia.
Jego prace znajdują się w zbiorach m.in. Metropolitan Museum of Art, w Muzeum Sztuki Zachodniej w Tokio, czy w Musée d’Orsay.

## Dzieła

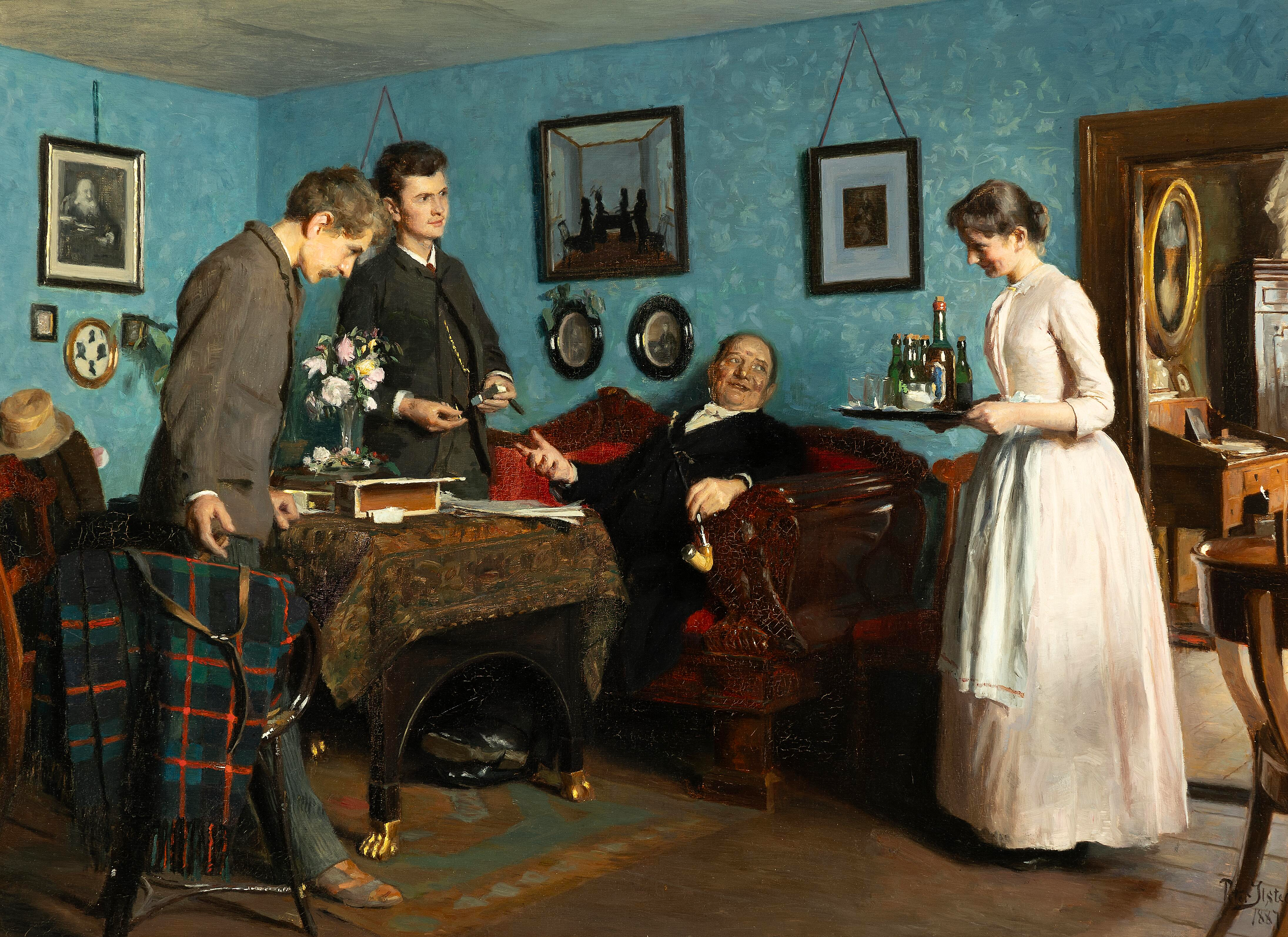
Tilfældige Gæster, olej na płótnie, 1887
Før Frokost. Læsende kvinde i en skyggefuld loggia, olej na płótnie, 1891
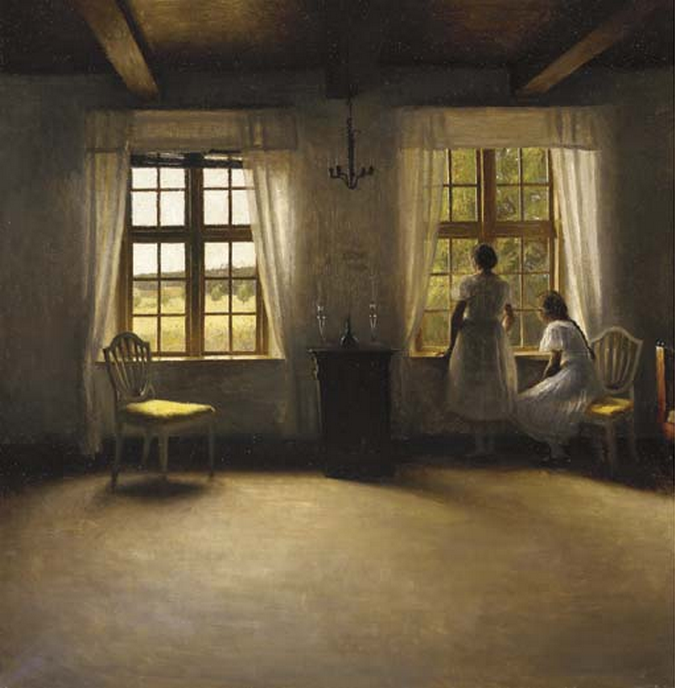
Unge piger venter ved vinduet, olej na płótnie, 1906
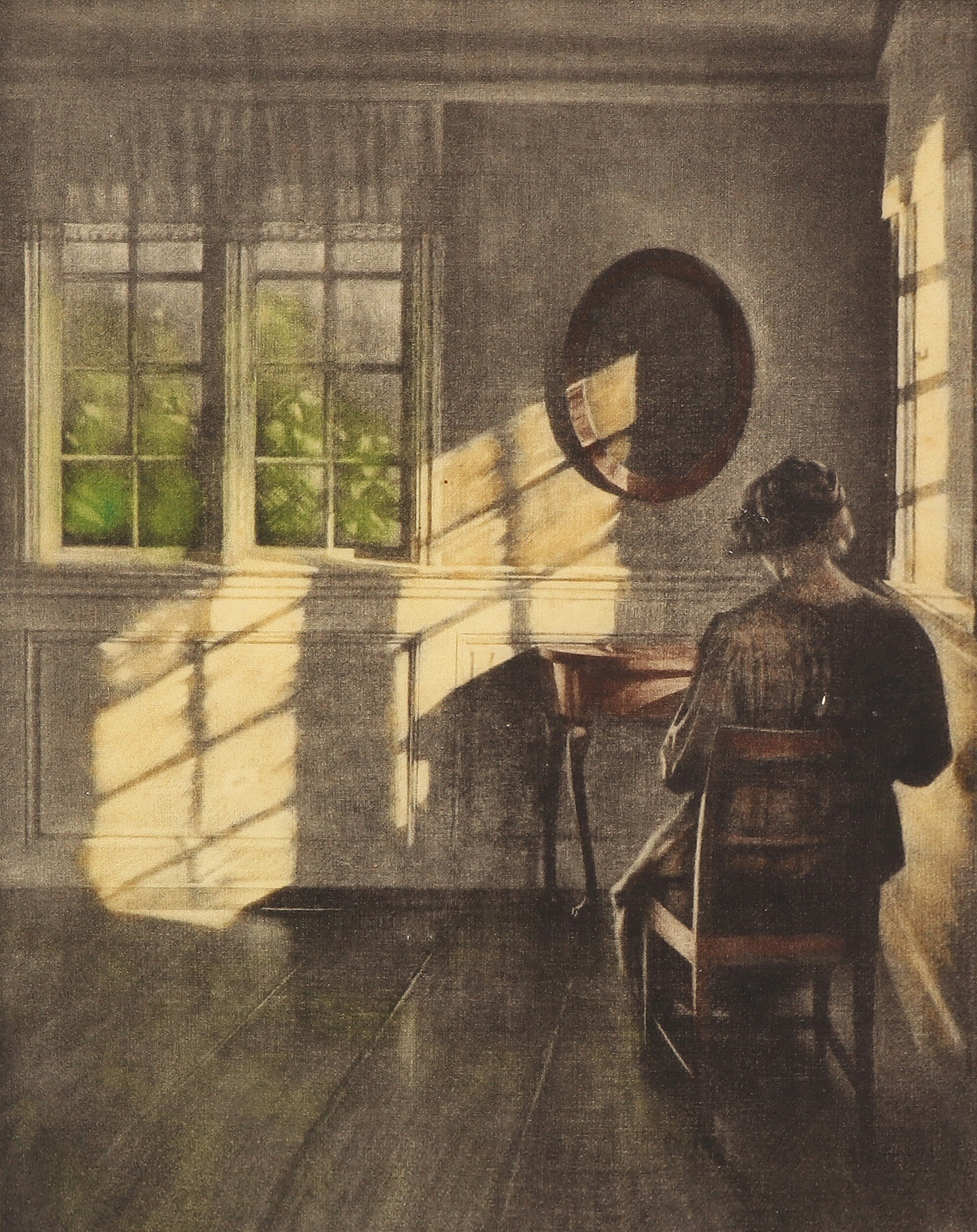
Solskin, mezzotinta, 1909
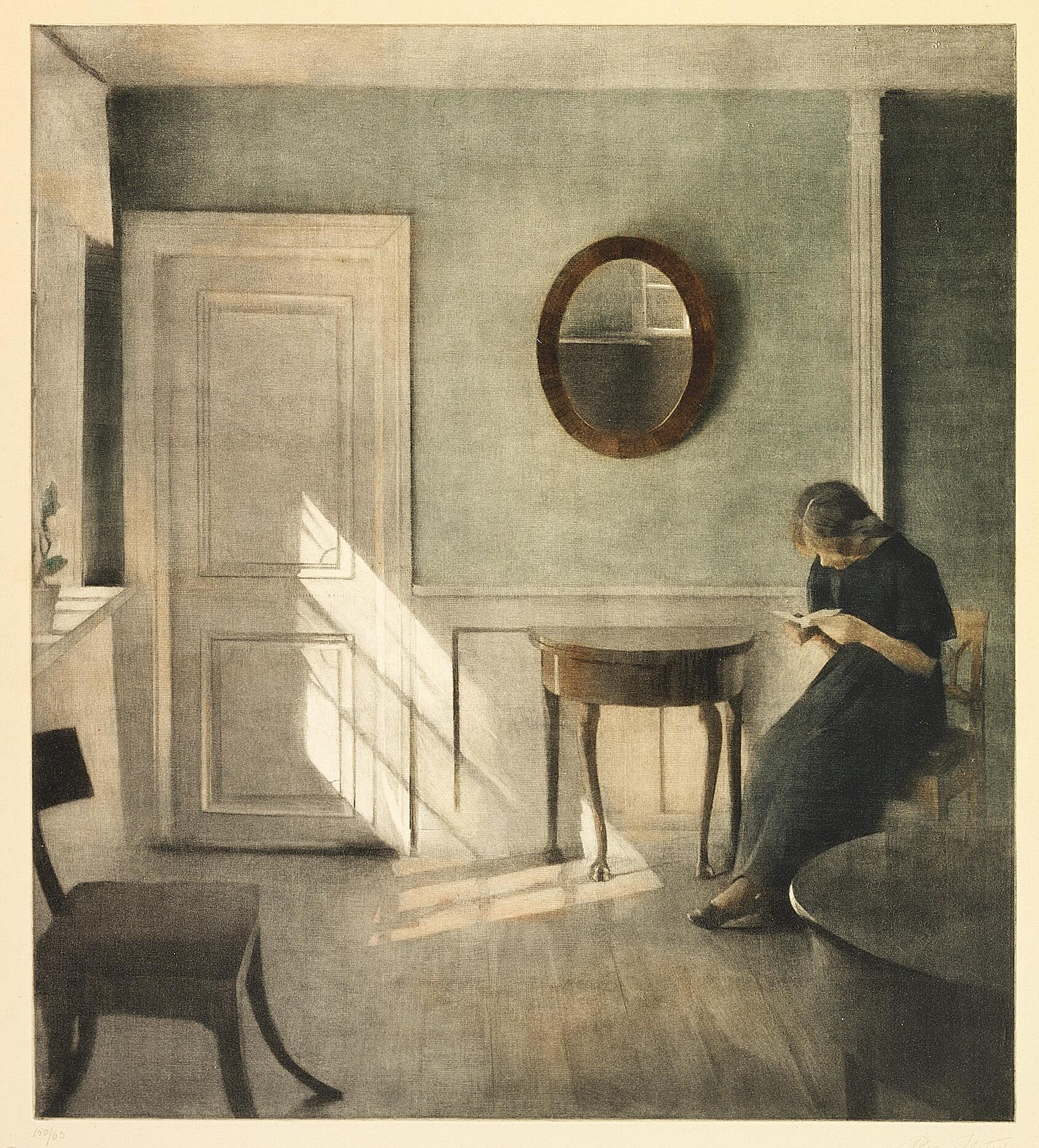
Solskin i stuen, med læsende kvinde, mezzotinta